# Petar Doi
Peter Tatsuo Doi (Sendai, 22. prosinca 1892. – Tokyo, 21. veljače 1970.) bio je japanski prelat Katoličke Crkve. Služio je kao nadbiskup Tokija od 1937. do svoje smrti 1970., a kardinalom je imenovan 1960.

## Životopis
Doi je rođen u Sendaiju. Kršten je u dobi od devet godina, 21. travnja 1902. godine. Studirao je u sjemeništu u Sendaiju i na Papinskom sveučilištu Urbaniana u Rimu.
Doi je zaređen za svećenika 1. svibnja 1921. godine. Potom je obavljao pastoralni rad u Sendaiju do 1934., kada je imenovan tajnikom Apostolske delegacije u Japanu.
Dana 2. prosinca 1937. papa Pio XI. imenovao je Doija nadbiskupom Tokija. Za biskupa je posvećen 13. veljače 1938. godine. Tijekom Drugog svjetskog rata, Doi je bio izvršni ravnatelj Nacionalnog katoličkog središnjeg odbora. Bio je apostolski upravitelj Yokohame od 1945. do 1947. godidne.
Papa Ivan XXIII. imenovao ga je kardinalom i svećenikom crkve S. Antonio da Padova in Via Merulana na konzistoriju, 28. ožujka 1960. Doi, za kojeg se Vatikan nadao da će oživjeti Crkvu u Japanu, tako je postao prvi japanski član Kardinalskog zbora. Proslava ovog događaja održana je u crkvi sv. Ignacija u Tokiju, crkvi koju je Doi posvetio 1949. godine. Prisustvovao je Drugom vatikanskom koncilu od 1962. do 1965., a kasnije je bio jedan od kardinala izbornika koji su sudjelovali u papinskoj konklavi 1963. na kojoj je izabran papa Pavao VI.
Umro je u Tokiju u dobi od 77 godina. Pokopan je u katedrali Svete Marije.
Doi je, zajedno sa Stefanom Wyszyńskim, pomagao Paulu Peteru Meouchiju u iznošenju jedne od završnih poruka Drugog vatikanskog koncila 8. prosinca 1965.